# 塞斯納170
塞斯納170型是一個單引擎四座位的小型飛機，由塞斯納公司所研製的，在1948-1956年期間生產數量達5174架。

## 發展

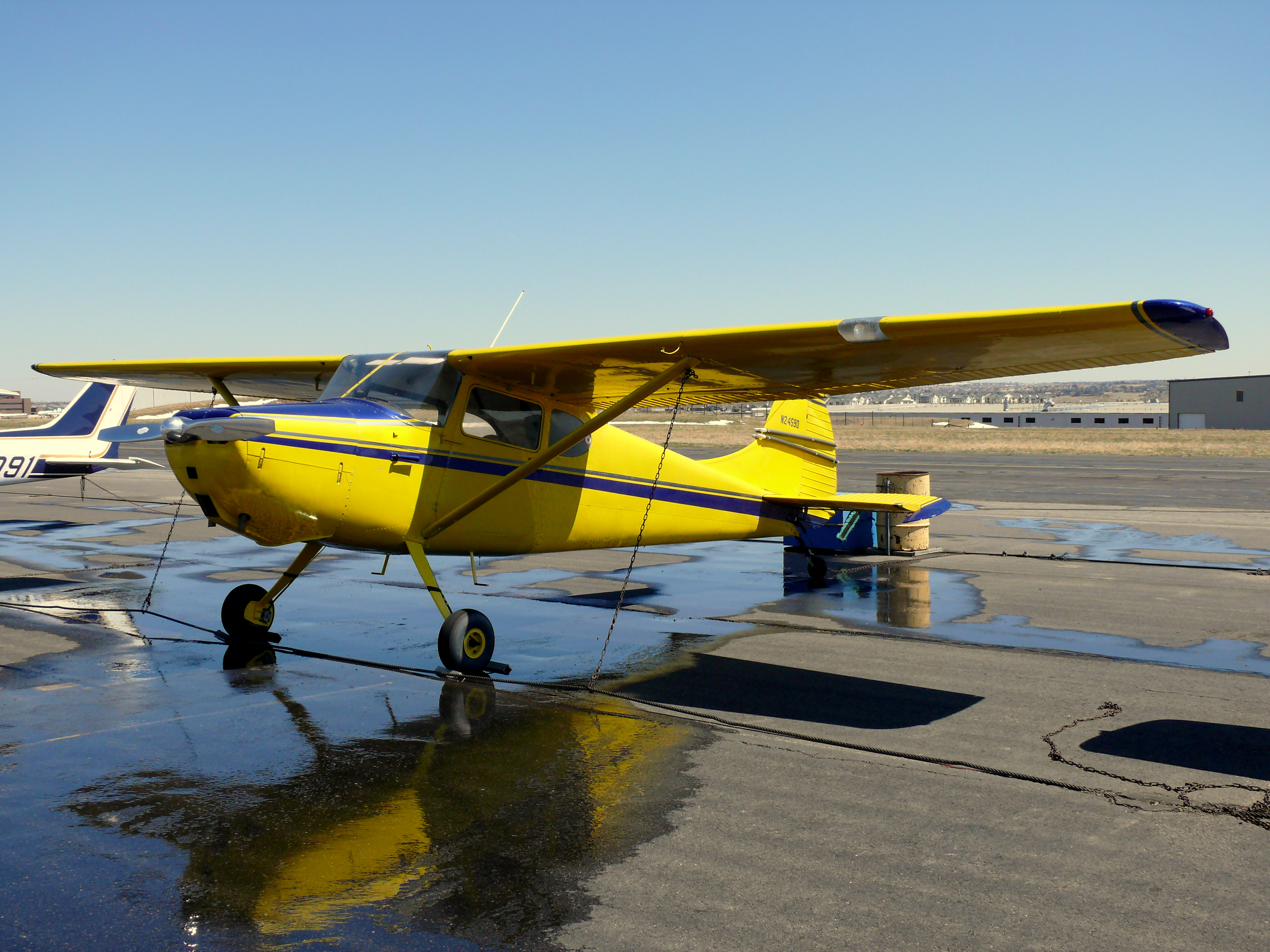
塞斯纳C-170

### C-170
在1948年末，塞斯納公司出售的C-170，擁有金屬製成的機身、尾翼和高單翼。早期的C-170參照C-140，是一個4座級的飛機，配上Continental O-300發動機及更大的燃料缸。C-170像C-140，一樣擁有金翼製成，由V型支柱支撐的高單翼。

### C-170A
在1949年，塞斯納提出C-170的改良型，即是C-170A，是一個全金屬製成的飛機。

### C-305
在1950年，美國空軍、陸軍和海軍陸戰隊開始使用C-170的軍用型號，新型號由塞斯納公司設計的，稱為C-305，在後期更衍生出O-1鳥狗型號。

### C-170B
在1952年，塞斯納C-170B投產，是170系列最重要的一個，該型號擁有全新的機翼。B型的最大襟翼角度增加至40度，對翼輪進行了小修改，增加後窗的面積和加長發動機的護罩。

### 停產
C-170型的投產期只持續到1957年，因為當時塞斯納公司已發展出一個比它更好、更有名望的型號所取代，它便是C-172。早期的C-172都是以C-170作為藍本，除了在起落架及垂直尾翼上作出修改外，設計大致上都一樣。

## 性能(170B)

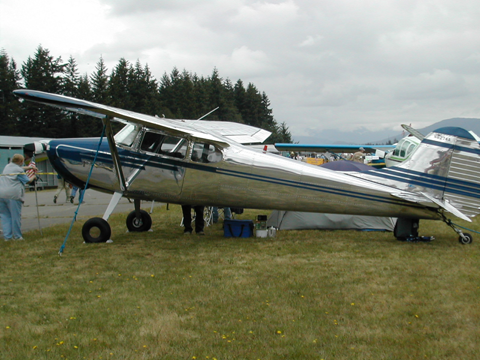
C-170B

基本信息
- 机组：1人
- 容量：3人

性能

## 外部連結
- 塞斯納製造商首頁 （页面存档备份，存于）